# Ben Cureton
Ben Cureton, född den 11 februari 1981 i Perth i Australien, är en australisk roddare.
Han tog OS-silver i lättvikts-fyra utan styrman i samband med de olympiska roddtävlingarna 2004 i Aten.